# Кофейный домик
Кофейный домик (Павильон Росси) — памятник архитектуры. Расположен в Санкт-Петербурге, в Летнем саду, на набережной Фонтанки.

## Грот
Изначально на этом месте находился грот, построенный в петровские времена (1714—1725 годы). Скорее всего, его автором был А. Шлютер, строили Ж.- Б. Леблон, Г.-И. Маттарнови, Н. Микетти и М. Г. Земцов. В нём было три зала со стенами, декорированными раковинами и туфом. Фасад был украшен рустованными колоннами и статуями, изначально гипсовыми, позднее — свинцовыми, созданными Ф. Вассу. В центральном зале грота, завершающемся стеклянным куполом с гранёным фонариком, находился фонтан с золочёным свинцовым Нептуном в колеснице, запряжённой дельфинами, работавший от механизма, стоявшего в соседнем помещении. Также в зале были приводившийся в движение водой орга́н и скульптуры: Аллегория правды с весами и исповедями на досках; Аллегория смирения в виде младенца и летящего орла; Аллегория добродетели, прогоняющая Ненависть; Вулкан с пучком стрел; четыре Гения — времена года; Аллегория храбрости; Меркурий; Геркулес, побеждающий Цербера; Аллегории Разума и Смирения, Премудрости и Славы с венком из звезд в руке (над дверью), Венера и Афина Паллада. Фонтан, бюсты, барельефы и статуи отражались в зеркалах. При наводнении 1777 года грот и фонтан сильно пострадали. Стоявшими на парапете статуями (Флора, Навигация, Архитектура, Вертуми, Эвтерпа, Сивилла Ливийская, Сивилла Европейская, Терпсихора, Церера, Лазурия) позднее украсили аллеи сада, также изначально в Гроте стояла скульптура Амур и Психея.
В 1801 году был отдан приказ разобрать постройку, который был выполнен частично. Предположительно, здание уже тогда планировалось не уничтожить, но воссоздать в новом стиле.

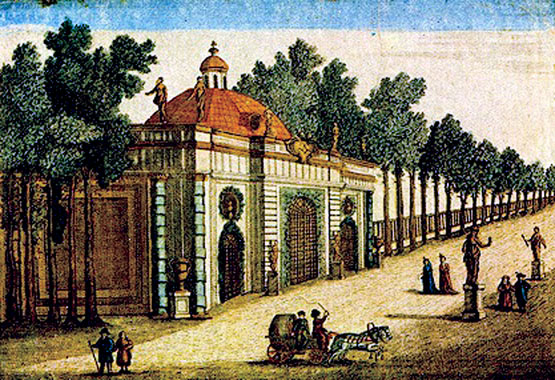
Грот Летнего сада, середина XVIII века
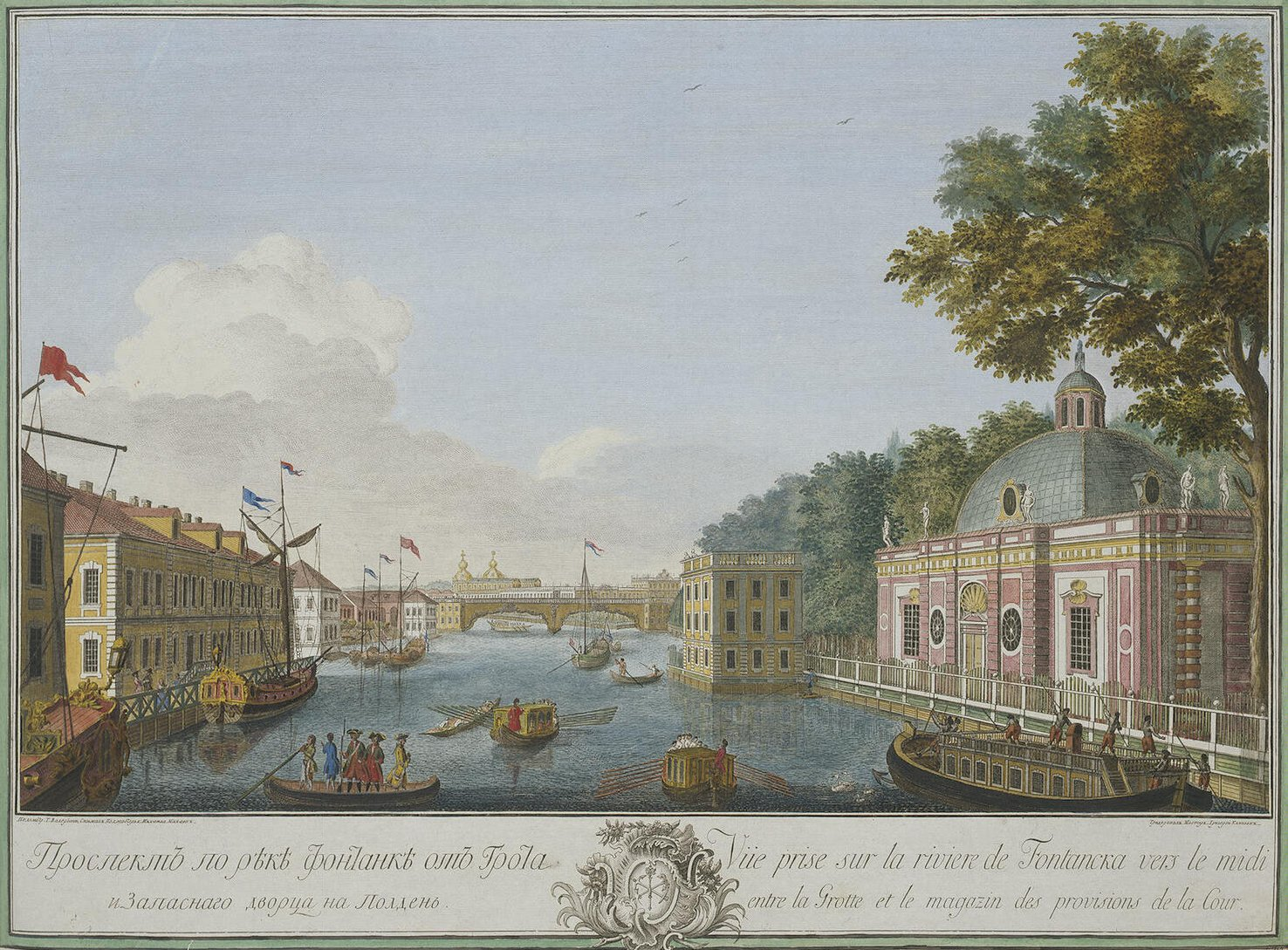
1753 год, акварель Махаева Михаила Ивановича
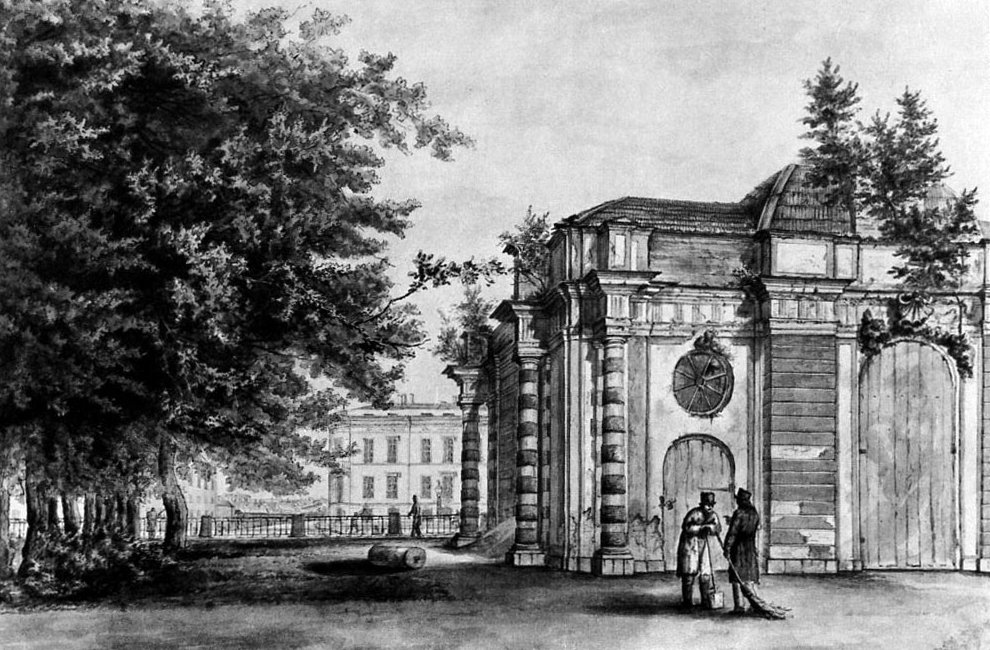
Григорий Григорьевич Чернецов, XIX век
- Журнал «Зодчий». Исследование профессора Валле о Гроте
- Журнал «Зодчий». Исследование профессора Валле о Гроте

## Современное здание домика
В 1826 году К. И. Росси при перестройке сохранил стены, убрал купол над средним залом и пышные украшения в стиле барокко. Всё же стены украшены скульптурными масками на пилонах, гирляндами и венками на аттике и лепным фризом с растительным орнаментом, которые были созданы В. И. Демут-Малиновским.
Перекрытие зала на падугах, плоское.
На протяжении 100 лет в здании работала кондитерская Пияцци. На 1901 год в здании хранили мебель. В 1925 во время ремонта под домиком были обнаружены созданные с неизвестной целью подземные туннели (возможно, желоба для стока воды). В 2000 годы во время аварийных работ был обнаружен сохранившийся с петровских времён подвал. С 1984 года в домике работает выставочный павильон Государственного Русского музея.

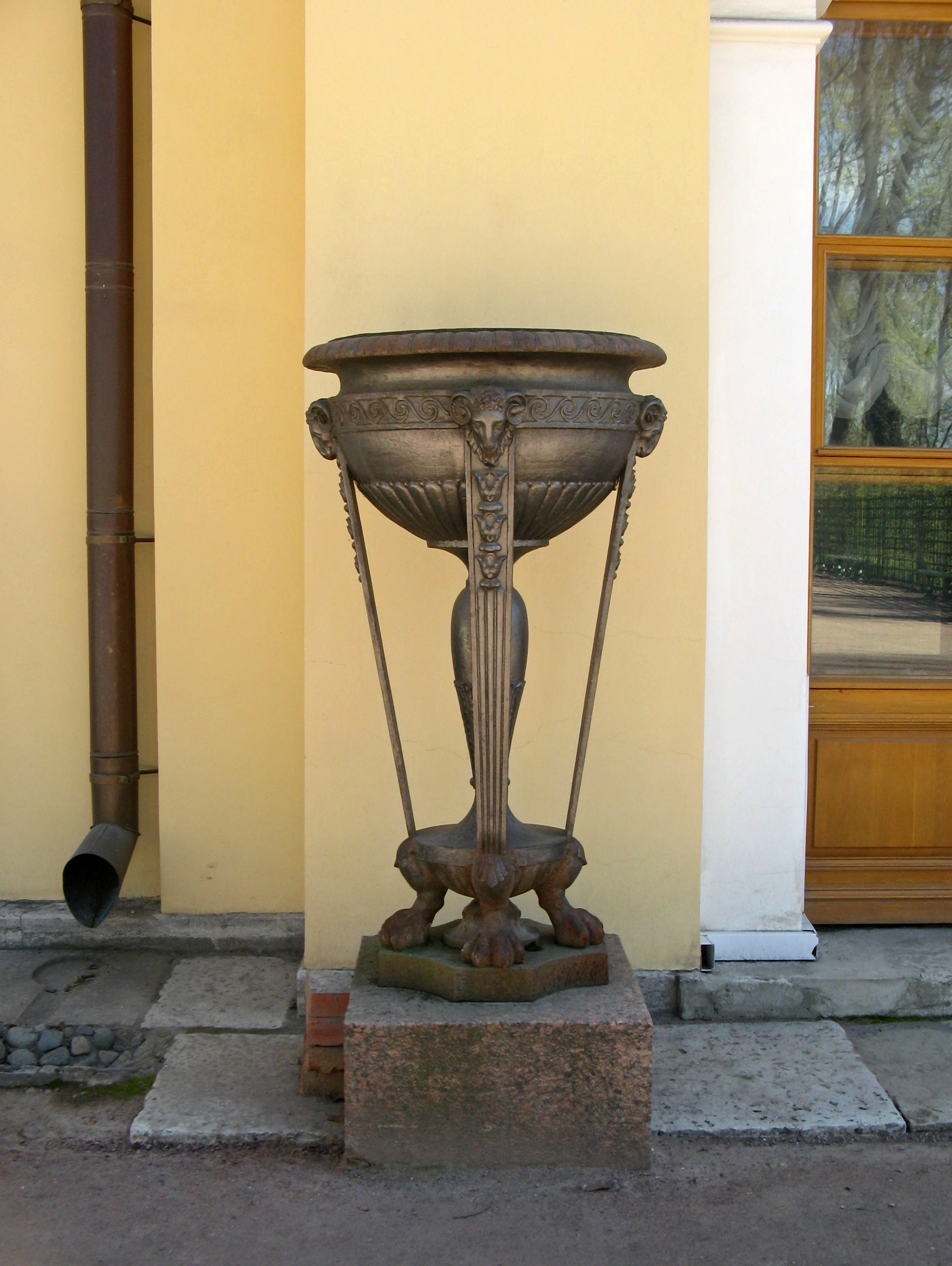
Вазы у домика.  Объект культурного наследия № 7810549049№ 7810549049
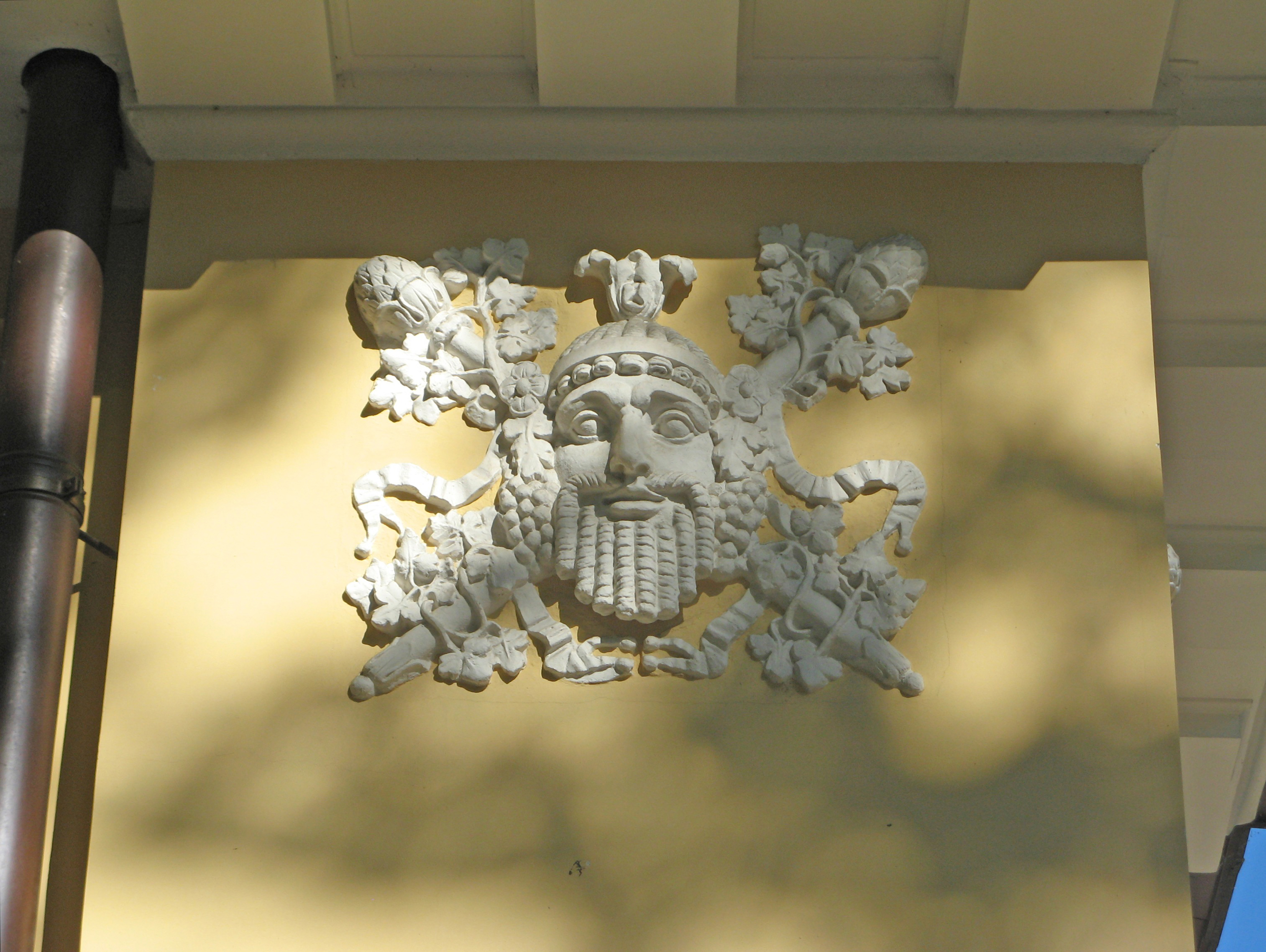
Скульптурная маска
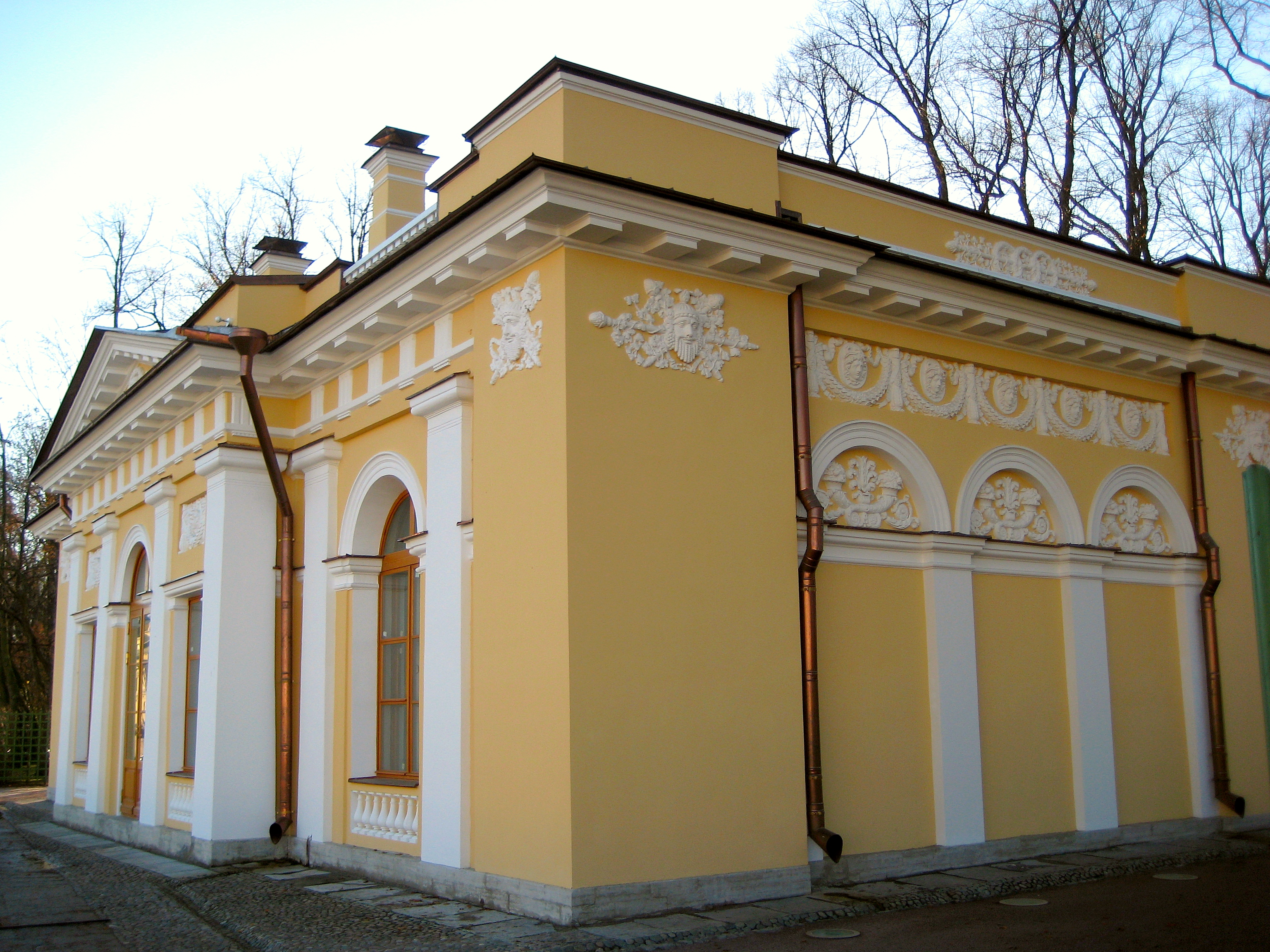
Украшение основного и бокового фасадов
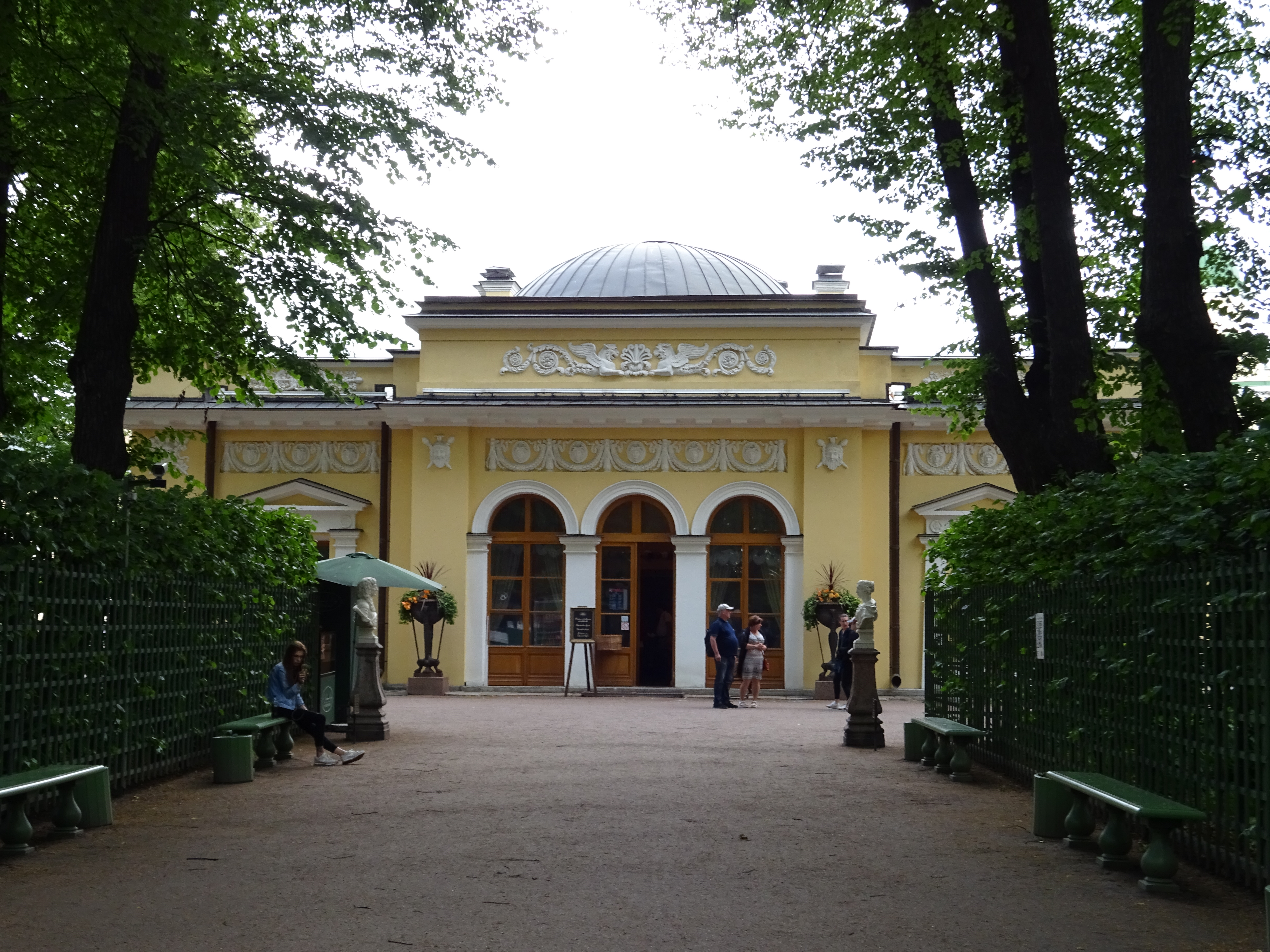
Фасад со стороны сада
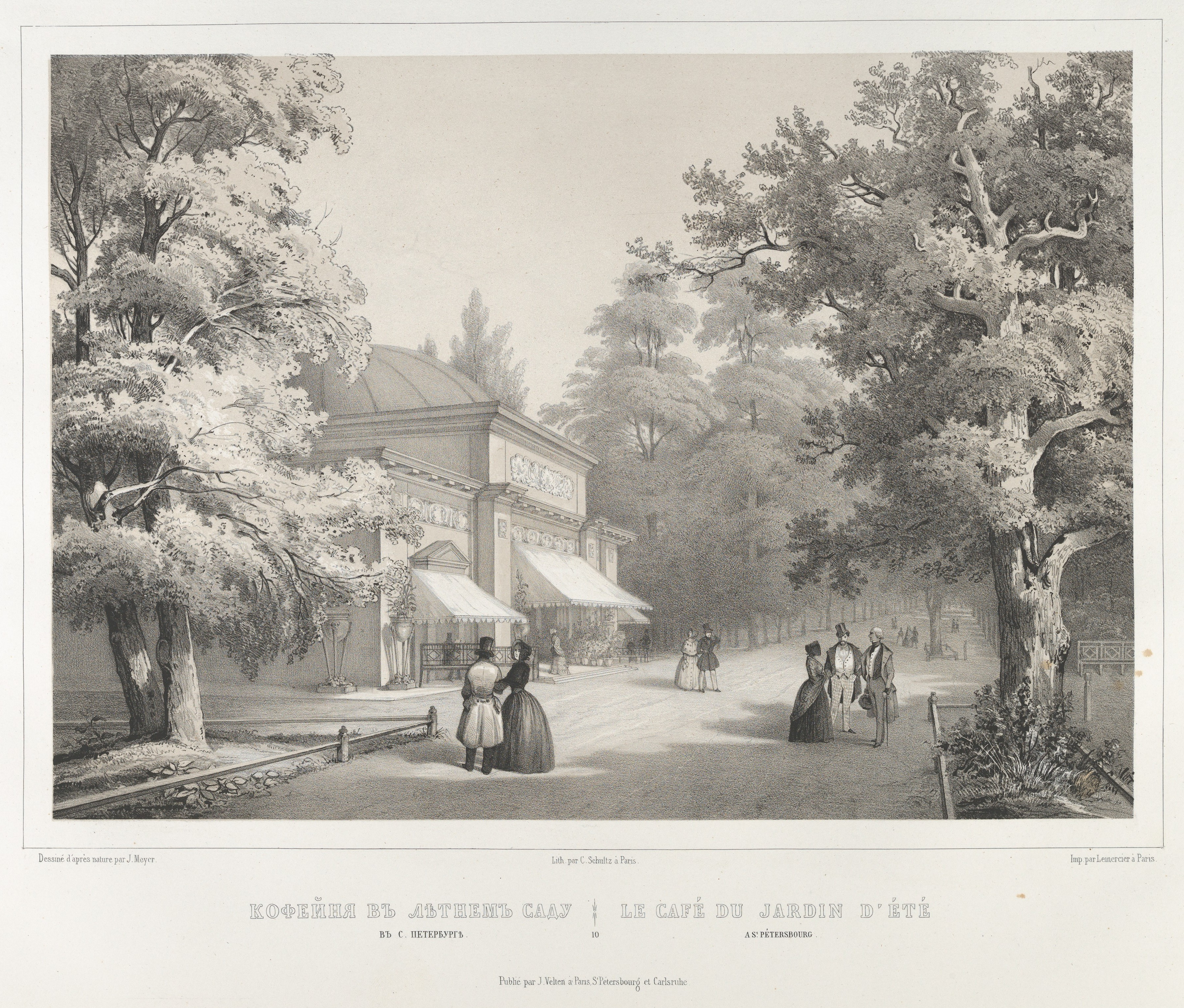
1836 или 1837 год, вид кафе, Метрополитен-музей